# Nguyen Van Hinh
Nguyễn Văn Hinh, född 1915, död 2004, utsågs till vietnamesiska nationella arméns stabschef av kejsar Bao Đại. Den 8 november 1954, efter Indokinakriget, lämnade han Sydvietnam och gick i exil i Frankrike.